# Knivströmbrytare

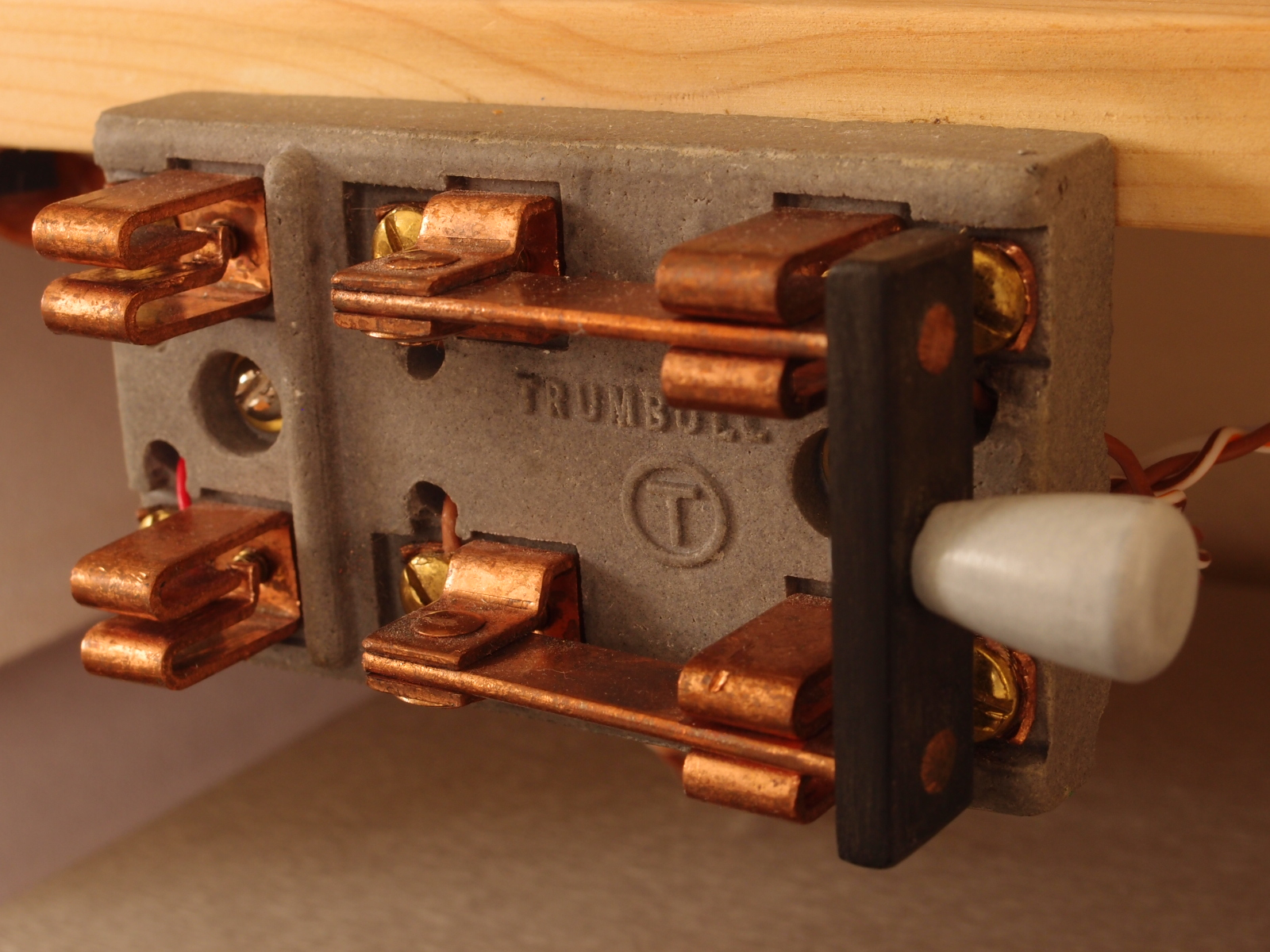
En dubbelpolig knivströmbrytare i slutet läge.

Knivströmbrytare är en typ av brytare som används för att styra strömflödet i en elektrisk krets. Brytaren består av en eller flera armar som är fästa i ett gångjärn. Kretsen sluts när armarna, eller knivarna som de kallas, skjuts mot och förs in i en klyka. Både kniven och klykan är ansluten till kretsen och kan på så sätt sluta eller bryta. Gångjärnet och klykorna sitter fast på en isolerad bas, som vanligtvis är av porslin, trä, eller keramik, även kniven har ett isolerat handtag.

## Användningsområden
Knivströmbrytaren är en enkel konstruktion som även är enkel att använda. Den används som brytare och omkopplare för både svag och starkström. I starkströmssammanhang förekommer även benämningen knivfrånskiljare.  I modern tid används den mest till svagström i utbildningssyfte och el-laborerande och har med tiden ersatts av andra typer av säkrare brytare även om den fortfarande förekommer i vissa länder. Exempel på användningsområden där den finns kvar på 2000-talet, förutom viss industriell användning, är till elstängsel och som polbrytare till bilbatterier.

## Säkerhet
Även om handtaget är isolerat så var metalldelarna vanligtvis oisolerade i början, vilket gjorde öppna brytare osäkra ur elsäkerhetssynpunkt. Vid högspänning kan, förutom risken att få en elstöt, gnistbildning i form av en ljusbåge uppstå, liknande den sortens gnistbildning som uppstår mellan ett elloks kontakt och strömskenan, vilket även det kan vara förenat med fara. De öppna brytarna ersattes med tiden av brytare som var inkapslade i ett hölje.

## I filmens värd
Knivströmbrytaren har i vissa filmscener fått en central roll. Exempel på det är filmer som
"Frankenstein och "Det våras för Frankenstein".

## Bildgalleri

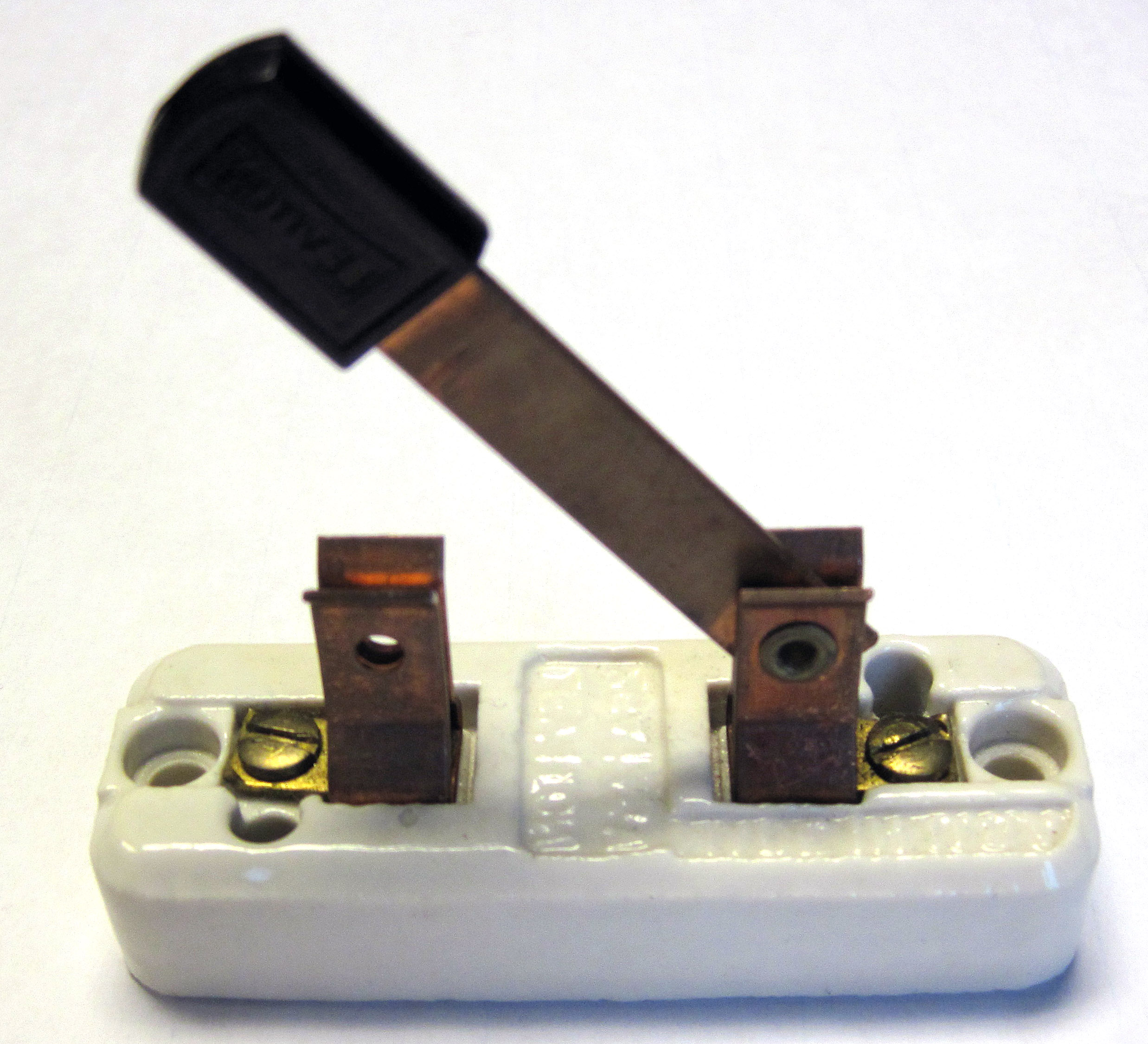
En enpolig knivströmbrytare med porslinsbas.
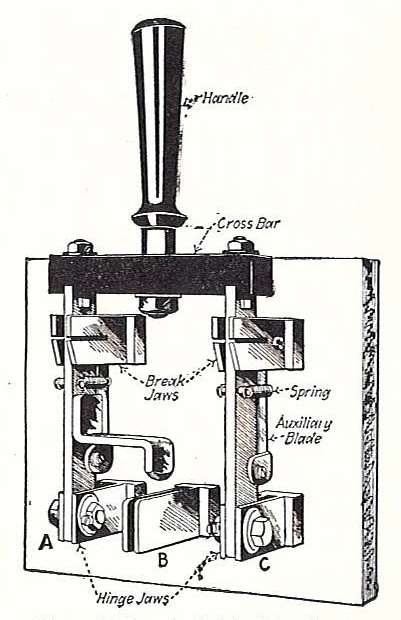
Knivströmbrytare avsedd för motorstyrning från 1917.
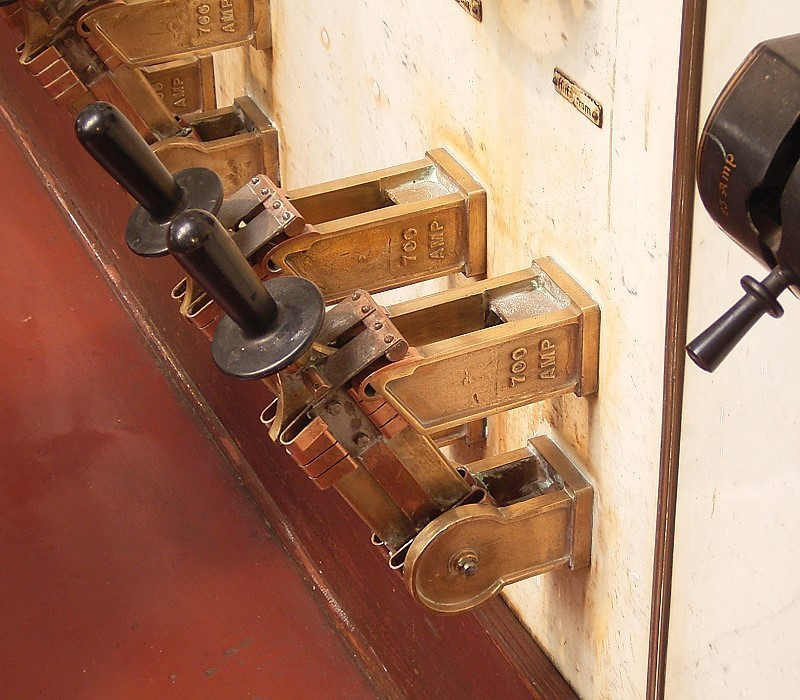
Knivströmbrytare konstruerad för strömstyrkor upp till 700 Amp i kraftverket i Heimbach.
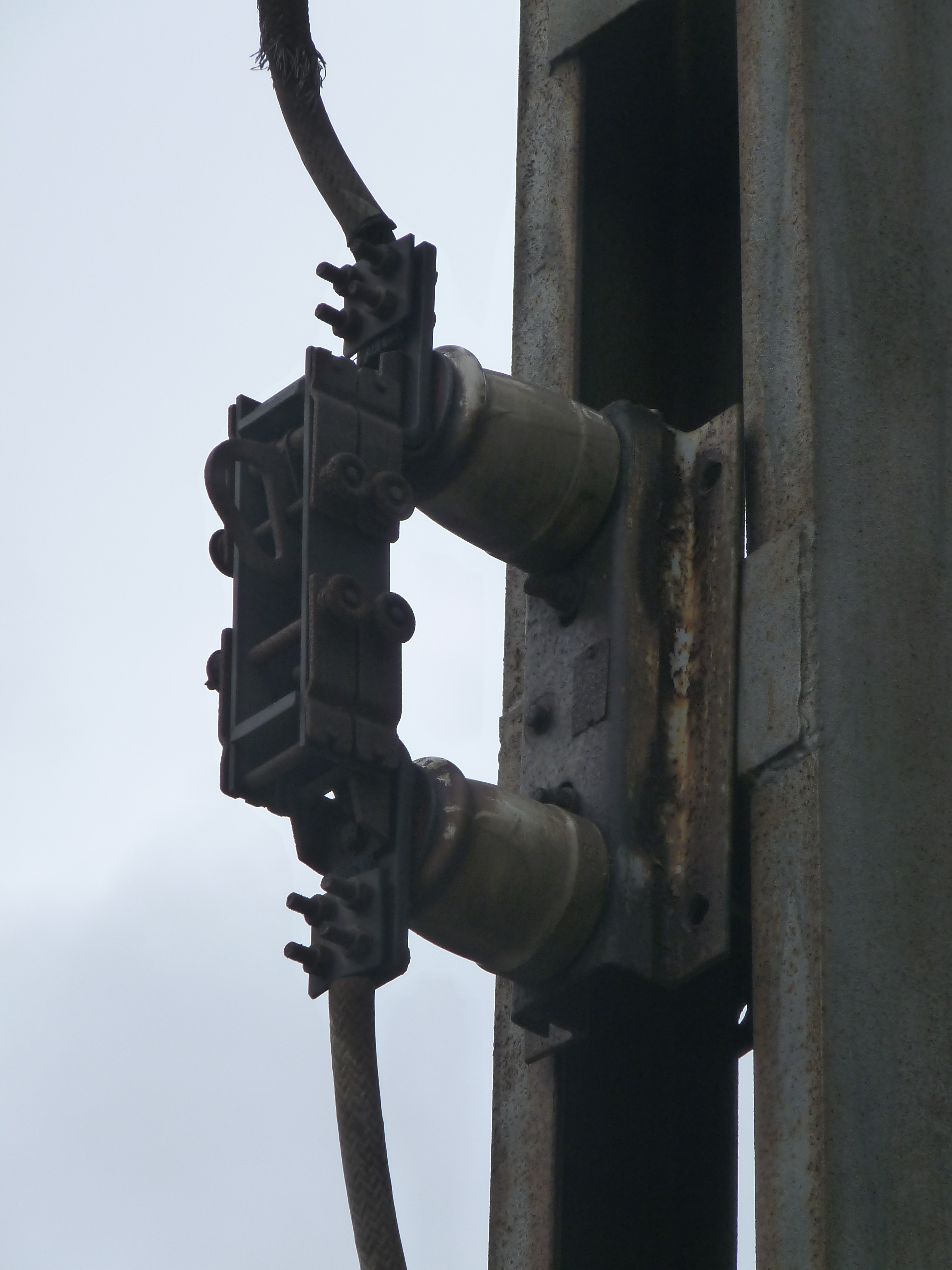
Knivströmbrytare på en ledningsstolpe till trådbuss i Ryssland.
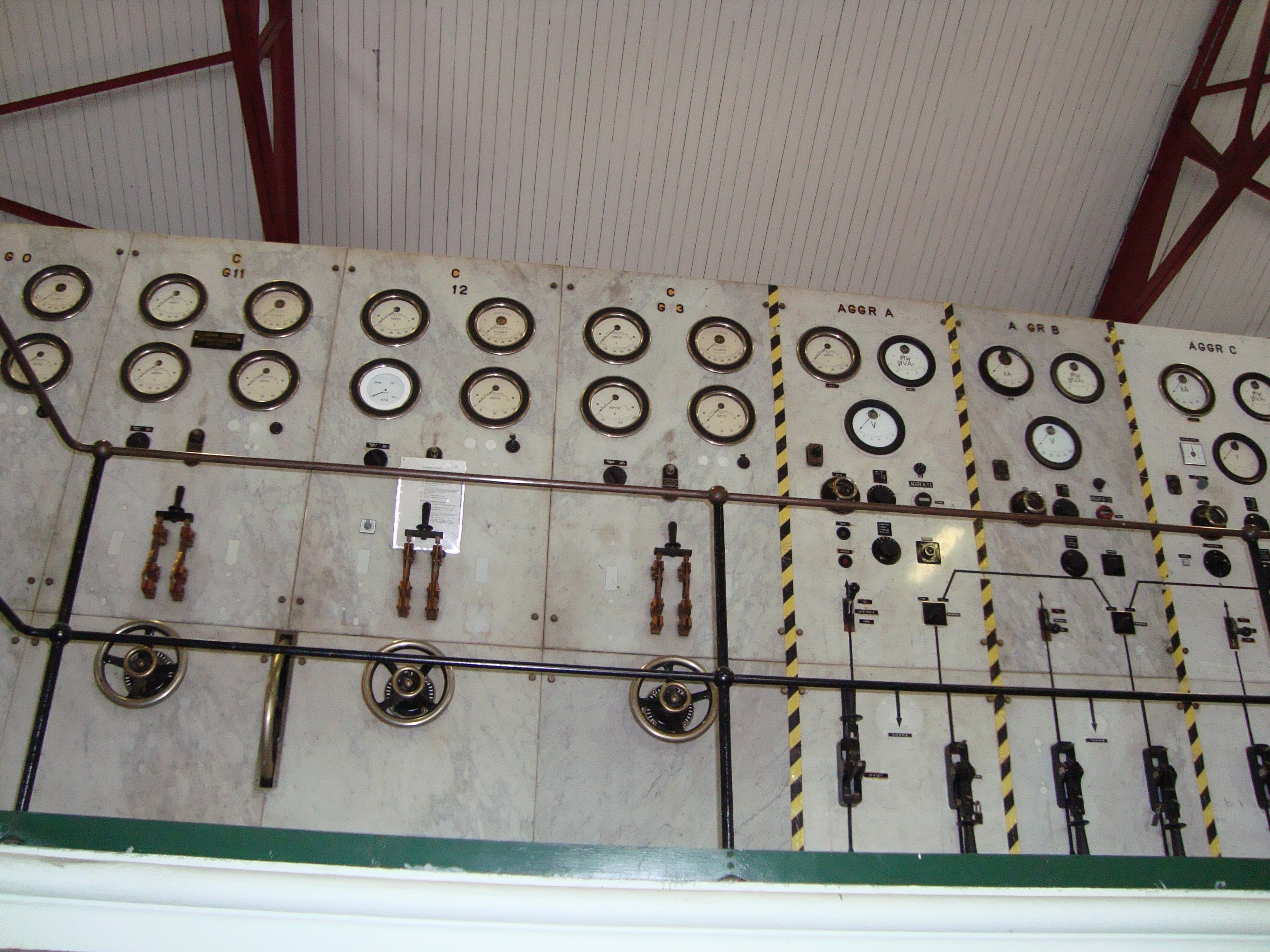
Kontrollpaneler i Näs kraftverksmuseum med knivströmbrytare.